# Petrus Josephus Cuypers
Petrus Josephus Cuypers, seigneur de Spangen et Tedingerbroek, né le 11 avril 1763 à Oudenbosch et mort le 18 décembre 1844 à Berg-op-Zoom, est un administrateur et homme politique néerlandais.

## Biographie
Petrus Josephus Cuypers est le fils du fonctionnaire Cornelis Franciscus Cuijpers, qui était employé par les marquis de Berg-op-Zoom, et d'Isabella Jacoba Eymberts. 
En 1794, il est nommé drossaard du quartier est du marquis de Berg-op-Zoom, et l'année suivante, il devient bourgmestre d'Oudenbosch. 
En 1796, il épousa Maria Elisabeth Theresia van Mattemburgh, fille de Petrus Christophorus van Mattemburgh, intendant du quart nord du marquisat, et d'Angela Maria Josepha de Villegas, avec qui il aurait quatre fils et deux filles. Il est notamment le beau-père de Lambertus Dominicus Storm (nl) et le grand-père de Lambert de Ram (nl).
Cette même année, il devient également membre de l'Assemblée des représentants du peuple du Brabant batave et en 1798, il devient membre de la Chambre haute du Corps représentatif de la République batave. Il en est membre pendant trois ans, dont deux semaines en tant que président du Sénat. De novembre 1801 à octobre 1807 (avec quelques brèves interruptions), il est membre du Corps législatif du royaume de Hollande. 
De 1807 à 1810, il est nommé membre du Conseil d'État par Louis Bonaparte. Au Conseil d'État, il est membre de la section des Affaires générales et de la législation (1808) et président de la section des finances (1808-1810). Dans la période française des Bataves, Cuypers a acquis un certain nombre d'anciens biens du domaine des marquis de Berg-op-Zoom.
Après l'indépendance des Pays-Bas en 1814, il joue un rôle dans la politique nationale. D'abord de septembre à décembre 1814 en tant que membre des États provinciaux du Brabant, puis en tant que membre des États généraux du royaume des Pays-Bas (jusqu'au 1er septembre 1815). Lorsque les États généraux sont divisés en deux chambres, il devint membre de la Seconde Chambre des États généraux pour le Brabant-Septentrional, mandat qu'il conserve jusqu'en 1834. À la chambre, Cuypers est pro-gouvernemental, bien qu'il agi de manière tout à fait indépendante.
Il est également resté politiquement actif au niveau local. De 1818 à 1824, il a été membre du Collège de Berg-op-Zoom, et de 1824 à 1838 il a été bourgmestre de Berg-op-Zoom. 
Il est conseiller d'État en service extraordinaire au Conseil d'État à partir de 1821.

## Mandats et fonctions
- Bourgmestre d'Oudenbosch : 1795-
- Membre du Corps représentatif de la République batave : 1798-1801
- Membre du Corps législatif du royaume de Hollande : 1801-1807
- Président de la section des finances du Conseil d'État : 1808-1810
- Membre des États provinciaux du Brabant : 1814-
- Membre de la Seconde Chambre des États généraux : 1815-1834
- Bourgmestre de Berg-op-Zoom : 1818, 1824-1837

## Sources
- P.J. Cuypers
- Notice dans un dictionnaire ou une encyclopédie généraliste :   - Biografisch Portaal van Nederland